# Carton (imprimerie)
Pour les articles homonymes, voir carton.
Mettre un carton en imprimerie consistait à remplacer un feuillet d'un livre déjà imprimé par un autre feuillet afin de corriger une erreur, de tenir compte du jugement de censure, etc.
On peut repérer l'intervention par la marge qui laisse voir le collage du carton sur le feuillet qui a été découpé. Le carton peut aussi comporter un signe distinctif, un astérisque par exemple dans un angle.
Une édition particulière d'un livre peut prendre beaucoup de valeur si elle contient un carton, dans le cas où le carton a été collé sur un petit nombre d'exemplaires. Le contraire est bien évidemment possible si très peu de livres ont été distribués sans le carton.